# Sándwich mixto con huevo

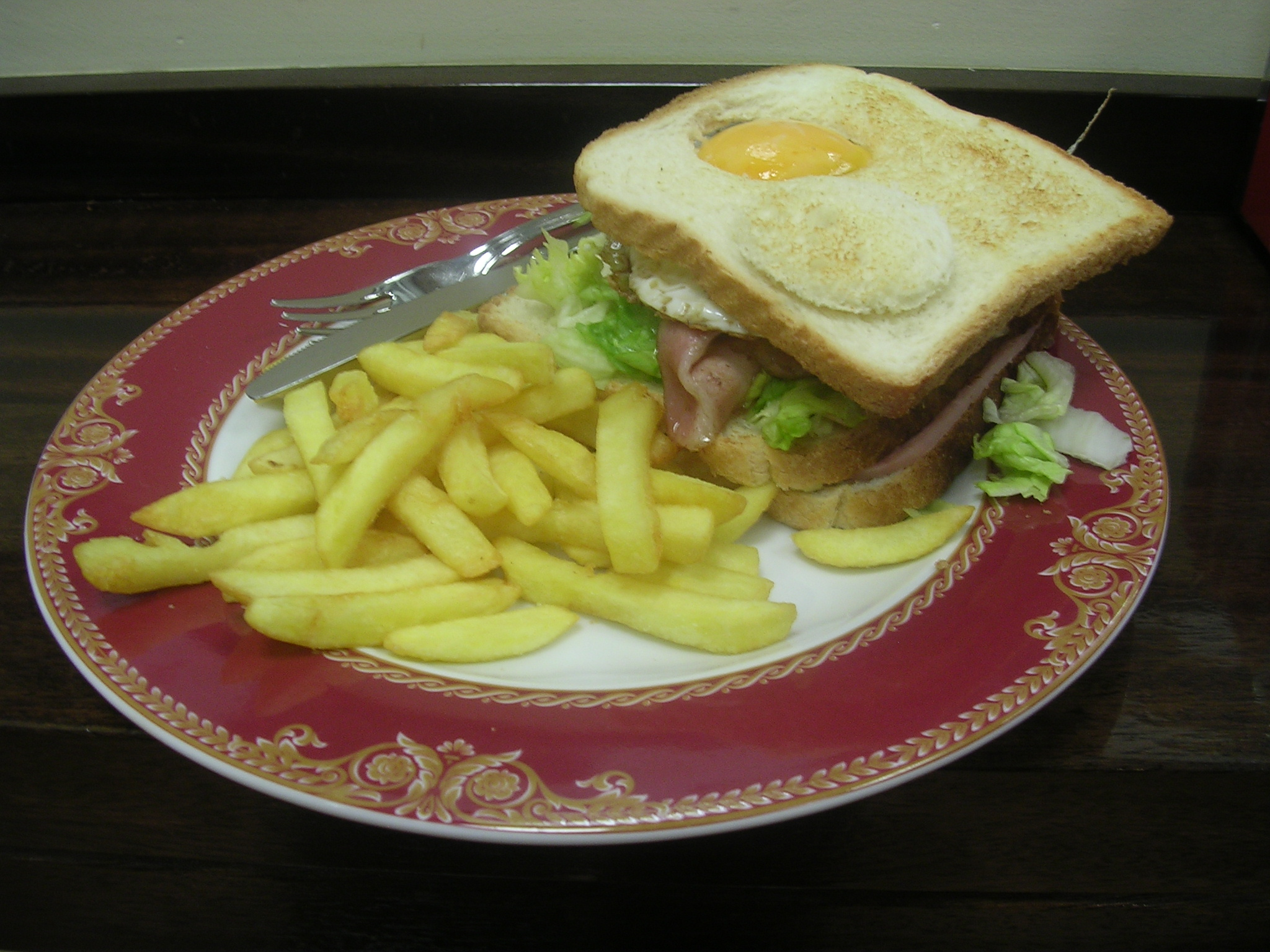
Sándwich mixto con huevo o Blindado servido con un acompañamiento de patatas fritas, se puede ver el detalle de la ventana circular en la que aparece la yema de huevo.

El sándwich mixto con huevo o Blindado es un sándwich, generalmente compuesto por uno o dos pisos, elaborado sobre rebanadas de pan blanco que pueden tener en su interior: beicon tostado, alguna loncha de queso y lechuga, migas de atún en vinagre (o en aceite), una cierta cantidad de mahonesa y que se "corona" con un huevo frito. El detalle característico de este sándwich se encuentra en la especie de ventanilla circular que realiza en la tostada superior y que permite dejar ver la yema del huevo frito a través de él. Se trata de un sándwich que se sirve caliente. Aunque resulta ser muy reconocido por comensales de diversos restaurantes del mundo, se precisa que existe una versión específica de preparación que lo diferencia de los demás. En Algunos países de Latinoamérica se conoce la diferencia entre el sándwich mixto (compuesto a base de jamón, queso, lechuga y otros acompañamientos - incluso huevo), con el Sándwich Blindado, cuya única diferencia radica en la cocción; pues, mientras el pan mixto se sirve con ingredientes frescos (casi como los ya conocidos triples), el Sandwich Blindado deberá pasar por un proceso de cocción en su totalidad en la estufa, tostadoras o sangucheras.

## Preparación
Este sándwich no tiene una disposición fija de ingredientes, y dependerá en gran medida de los gustos del cocinero, de la región, de los consumidores. El único ingrediente que es común a todas las variantes es el jamón, queso y la famosa ventanilla circular en la tostada superior: elaborada con el borde de un vaso de caña fina.
Para prepararlo, se tuesta en mantequilla dos o tres rebanadas de pan blancos, dependiendo del número de pisos que se desea emplear en su elaboración:  que generalmente es de dos pisos. Una de las tostadas (la que se pone en la parte superior del sándwich) se perfora con la presión del borde de un vaso. Con la intención de dejar la ventana del sándwich. Algunas variantes consideran la ventana elaborada con otras formas, tales como: estrellas, animales, logotipos comerciales, etc. Se pica finamente una lechuga, se espolvorea algunas "migas" de atún (de lata) y se mezcla todo ello en mahonesa, la pasta resultante se pone en ambos pisos. Se tuesta el beicon. Existen variantes que emplean jamón york (o pastrami) y en la misma plancha donde se ha tostado previamente el pan, se pone a hacer el huevo frito que es la última parte en componer finalmente el contenido interno del sándwich Blindado. 
Algunos de los ingredientes de verdura que suelen verse en el sándwich mixto con huevo son: tomate cortado en rodajas, setas o champiñones laminados, pepinillos en vinagre (a veces aceitunas sin hueso laminadas), cebolletas o incluso alguna traza de mostaza. Existen versiones que contienen incluso algunos daditos de huevo duro (o incluso cortado en rodajas). La generosidad de ingredientes suele depender del local, razón esta por la que suele denominarse en muchos de los restaurantes como sándwich especial de la casa.

## Servir
Se suele comer este sándwich entre horas, aunque cada vez es más popular como comida rápida en algunos restaurantes y bares de Madrid[cita requerida]. Se acompaña generalmente de una guarnición de patatas fritas con ketchup y alguna bebida refrescante, o bien una cerveza. Casi siempre suelen tener la denominación en los menús de algunos restaurantes como: "Sándwich especialidad de la casa". El sándwich se sirve en un plato, solo o a veces con unas patatas fritas de acompañamiento. La parte de la ventana redonda extraída de la parte superior del sándwich se sirve en el mismo plato, ligeramente desplazada del agujero de donde fue extraída. 
Comer este sándwich sin ser manchado por la yema del huevo frito (La mayoría de las veces pringosa) es uno de los mayores retos de un comensal cotidiano. Se suele dejar la ventana circular de miga de pan para el final, y así limpiar ( o rebañar) los restos que quedan tras la ingesta del sándwich. Mucha gente dice que no es aconsejable en una reunión de negocios, debido a lo fácil que resulta mancharse con la yema de huevo y lo incómodo de mantener una conversación durante la comida.